# Cat Power
Pour les articles homonymes, voir Marshall.
Cat Power, de son vrai nom Charlyn Marie « Chan » Marshall, née le 21 janvier 1972 à Atlanta, en  Géorgie, est une chanteuse et parolière américaine. Le style musical de Cat Power est minimaliste et dépouillé, en particulier au début de sa carrière.[réf. nécessaire]

## Style
La presse spécialisée décrit l'évolution du style musical de Cat Power, comme un « mélange de punk, folk et blues » dans ses premiers albums, avec des éléments de soul,,.

## Biographie

### Années 1990
Après avoir quitté le lycée, Chan Marshall part pour New York où on lui demande de faire la première partie de Liz Phair,. Pendant la tournée, elle rencontre Steve Shelley de Sonic Youth, et Tim Foljahn de Two Dollar Guitar. Ces derniers décident de l'aider à enregistrer sa musique. Jeune, Marshall apprend elle-même à jouer de la guitare.
Son premier album, Dear Sir, est enregistré en même temps que le deuxième, Myra Lee. Les deux albums sont publiés avec un an d'écart, sur des labels différents. Elle signe avec Matador Records en 1996, et publie son troisième album, What Would the Community Think, enregistré à Memphis, dans le Tennessee, en février la même année. Le single Nude As the News qui s'inscrit dans la veine grunge du moment est extrait de ce nouvel album. La promotion en est assurée par un clip vidéo. La presse spécialisée félicite l'album, expliquant que la chanteuse a gagné en assurance.
En 1997, Marshall emménage à Portland, dans l'Oregon, souhaitant se retirer de la musique, dans une ferme locale à Prosperity, en Caroline du Sud. Vivant seule à la ferme, Marshall fait l'expérience d'un état hypnagogique qui lui inspirera son nouvel album, Moon Pix, publié en 1998. Moon Pix est enregistré aux Sing Sing Studios de Melbourne, en Australie, en 11 jours aux côtés des musiciens Mick Turner et Jim White du groupe australien Dirty Three. Il est bien accueilli par la presse spécialisée, et s'accompagne d'un clip de la chanson Cross Bones Style, qui l'aide à se populariser encore plus,. Le magazine Rolling Stone considère cet album comme le meilleur enregistré par la chanteuse.

### Années 2000

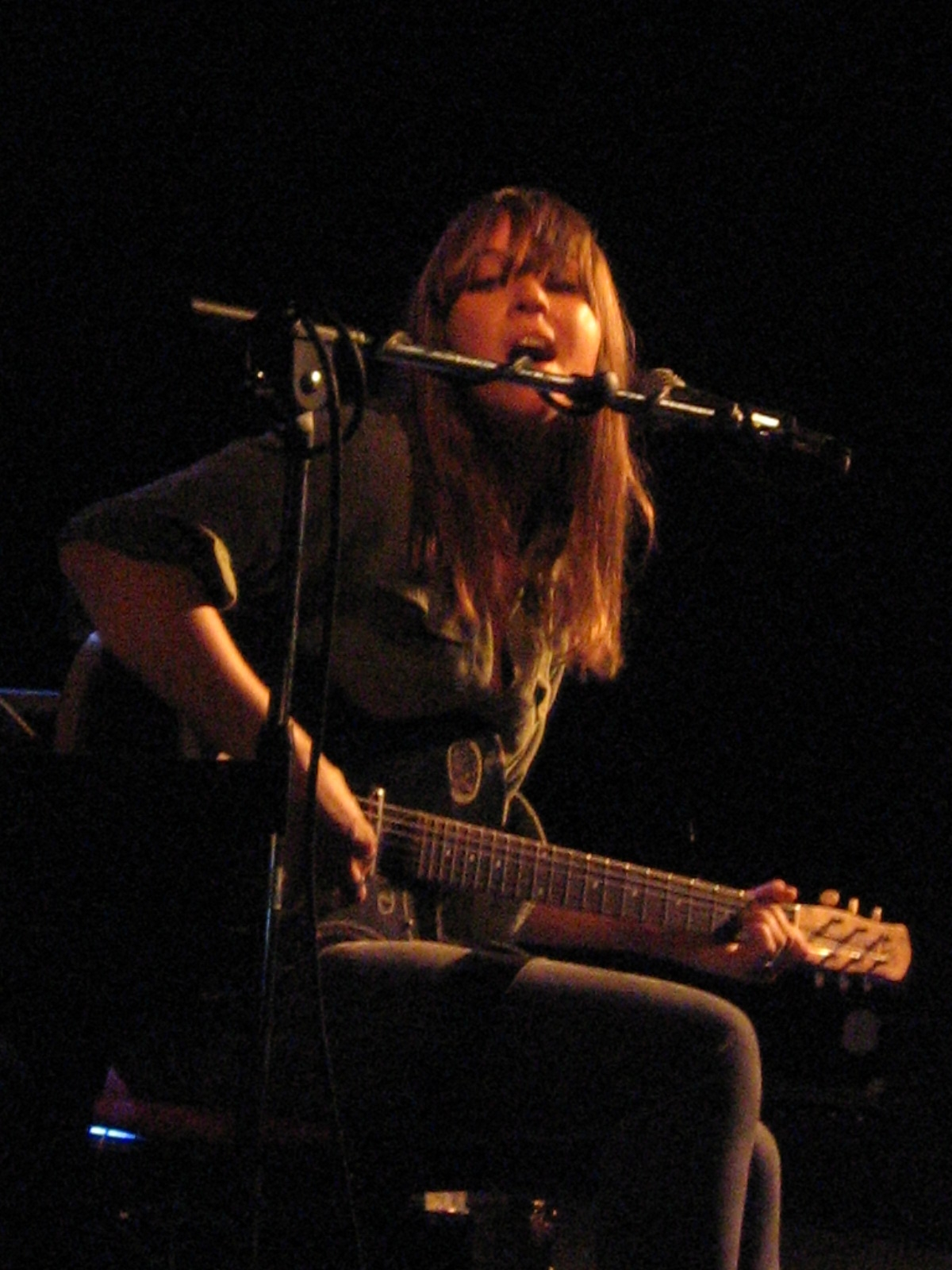
Cat Power au Lee's Palace à Toronto, le 4 septembre 2006.

En 2000, Marshall annonce vouloir ralentir ses tournées. Avant cette annonce, Marshall participe en 1999 à la musique du film muet The Passion of Joan of Arc. Certaines des chansons du film seront publiées dans le cinquième album studio de Marshall, The Covers Record, en 2000. Elles sont enregistrées pendant deux sessions entre début 1998 et fin 1999. Elle joue également onze reprises pour John Peel broadcast le 18 juin 2000 comme notamment Hard Times in New York Town de Bob Dylan et Wonderwall d'Oasis. Son contrat avec Matador Records pour The Covers Album se composait de post-its signés par elle et le fondateur du label.
En 2003, elle publie l'album You Are Free qui comporte des participations d'Eddie Vedder (Pearl Jam), dont la voix est à peine reconnaissable, ainsi que de Dave Grohl (Nirvana, Foo Fighters), qui joue de la batterie sur certaines chansons. Cet album marque une transition musicale dans la carrière de Chan Marshall avec un son plus rock que ses albums précédents. Le DVD Speaking for Trees sort en 2004 aux États-Unis ; il s'agit d'un mélange de chansons personnelles et de reprises (Rolling Stones, Bob Dylan, etc.) filmé en caméra amateur en pleine forêt. Cat Power est filmée seule au milieu des bruits de la nature (vent, insectes, etc.). Marshall tourne entre 2003 et 2004, en Europe, au Brésil, aux États-Unis, et en Australie.
En janvier 2006 paraît The Greatest, qui s'éloigne davantage du minimalisme des premiers albums laissant place à des sonorités folk et soul. Il est enregistré à Memphis avec des musiciens âgés qui ont joué pour Al Green (Leroy et Mabon « Teenie » Hodges) ou avec Booker T. & The MG's (Steve Potts). The Greatest est un véritable succès médiatique ; Marshall remporte le Shortlist Music Prize, première femme à avoir gagné ce prix. L'album est également 6e de la liste des meilleurs albums établie par Rolling Stone.
La bande-son originale du film V pour Vendetta (2006) comporte une reprise de Lou Reed par Cat Power, I Found a Reason. Cette chanson figure aussi dans une séquence du film de surf Glass Love (2006) d'Andrew Kidman. Elle participe aussi à la bande originale de I'm Not There, le biopic de Todd Haynes sur la vie de Bob Dylan en interprétant une reprise de Stuck Inside Of Mobile With The Memphis Blues Again.
À la suite de problèmes de santé, Chan annule en mars sa tournée aux États-Unis ainsi que ses concerts de Londres et de Paris. En 2007, elle fait ses débuts d'actrice dans le film  My Blueberry Nights de Wong Kar-wai ; elle est créditée au générique sous le nom de Chan Marshall. Les chansons Living Proof et The Greatest apparaissent dans la bande originale de ce film. Début 2008 paraît l'album Jukebox, qui est son deuxième album de reprises. Les chansons originales sont notamment d'Hank Williams, Bob Dylan, James Brown, Nick Cave ou Joni Mitchell. En 2009, on peut entendre un extrait de The Greatest dans la bande originale du film Ricky de François Ozon, ainsi qu'au cours d'une scène du film 17 ans encore de Burr Steers. « The Greatest » est également présente dans les bandes originales du Cœur des hommes 2 (Marc Esposito, 2007), de Mammoth (Lukas Moodysson), de Une semaine sur deux (Ivan Calbérac, 2009), Malavita (Luc Besson, 2013), En solitaire (Christophe Offenstein, 2013) et en 2015, dans le film Pourquoi j'ai pas mangé mon père.

### Années 2010

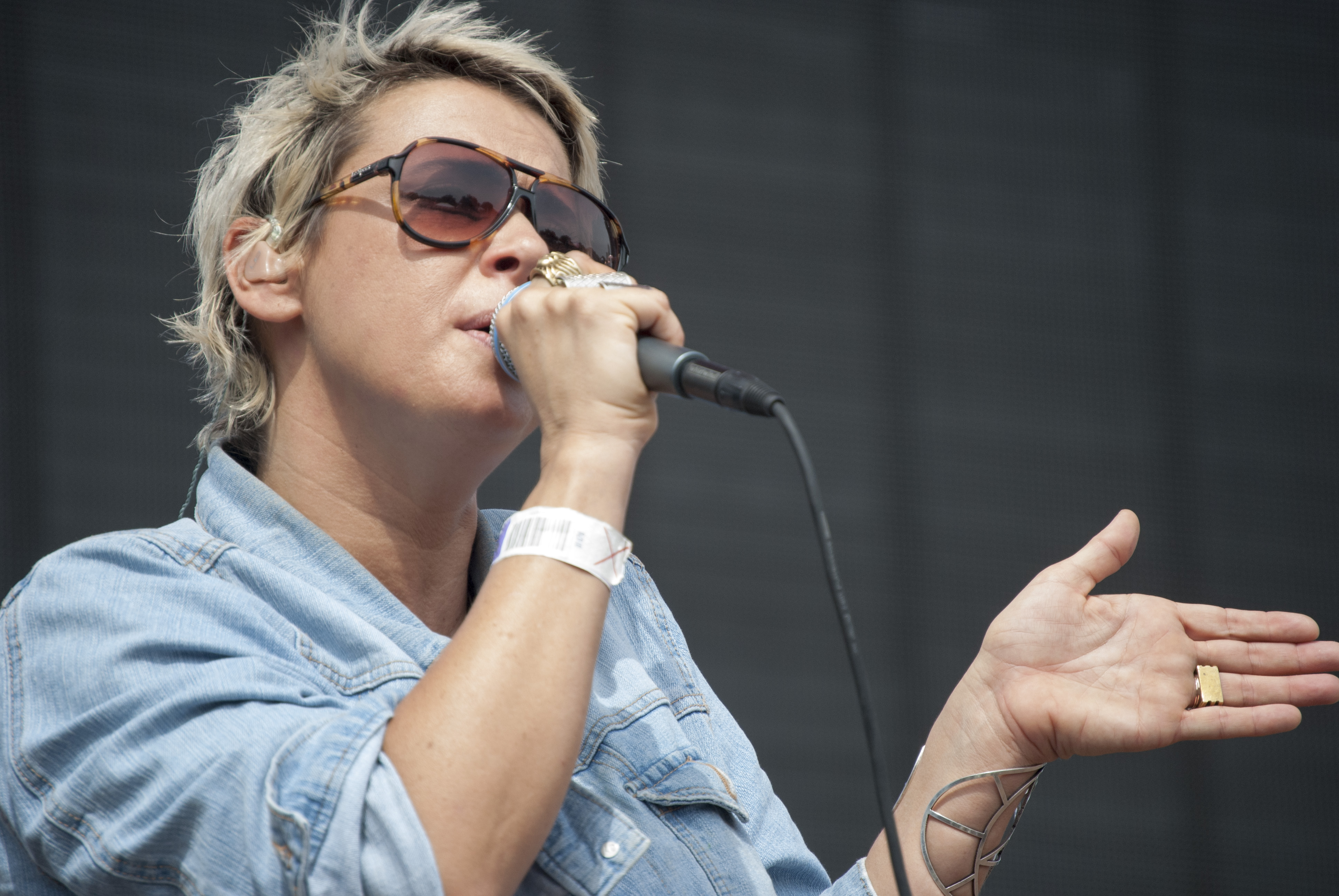
Marshall à sa tournée Sun, au Free Press Summer Fest, en 2013.

La chanson The Greatest est reprise en 2010 par l'auteur-compositeur-interprète québécoise Ariane Moffatt, sur la trame sonore de la série télévisée Trauma. Durant la même année, dans Étreintes brisées de Pedro Almodóvar, durant une escapade des deux amants protagonistes dans une île des Canaries, on peut entendre la chanson Werewolf. On entend également sa version de New York, New York (album Jukebox) à la fin de l'épisode 6 de la première saison de la série télévisée Person of Interest. I Found a Reason figure dans le film Saving Face (2004) d'Alice Wu. En 2011, une nouvelle collaboration prend vie entre Chan et Eddie Vedder : ce dernier fait appel à elle pour la chanson Tonight You Belong to Me sur l'album Ukulele Songs.
En février 2012, Marshall annule sa participation à un concert à Tel Aviv, en Israël, citant la « confusion » et ne « pas se sentir bien dans sa tête. » Elle fait face au boycott lancé contre l'État juif en conflit avec la Palestine. Deux mois plus tard, elle annule sa participation au Coachella Music Festival. Le neuvième album studio de Marshall, Sun, est publié le 3 septembre 2012, ; il comprend le single principal Ruin qui est publié en téléchargement gratuit sur le site web de Matador Records le 20 juin 2012.
Marshall révèle à la fin de 2012 une tournée pour 2013. En 2015, Cat Power participe en tant que voix-off au film documentaire Janis d'Amy Berg consacré à Janis Joplin en lisant des extraits de la correspondance entre Janis et ses parents.

## Discographie
- 1995 : Dear Sir
- 1996 : Myra Lee
- 1996 : What Would The Community Think
- 1998 : Moon Pix
- 2000 : The Covers Record (album de 12 reprises)
- 2003 : You Are Free
- 2006 : The Greatest
- 2008 : Jukebox
- 2008 : Dark End of the Street (mini-album de 6 reprises)
- 2012 : Sun
- 2018 : Wanderer
- 2022 : Covers (album de 12 reprises)
- 2023 : Cat Power Sings Dylan : The 1966 Royal Albert Hall Concert (Concert enregistré le 5 novembre 2022 à Londres)

## Filmographie
- 2007 : My Blueberry Nights, de Wong Kar-wai: Katya